# 다카치호정

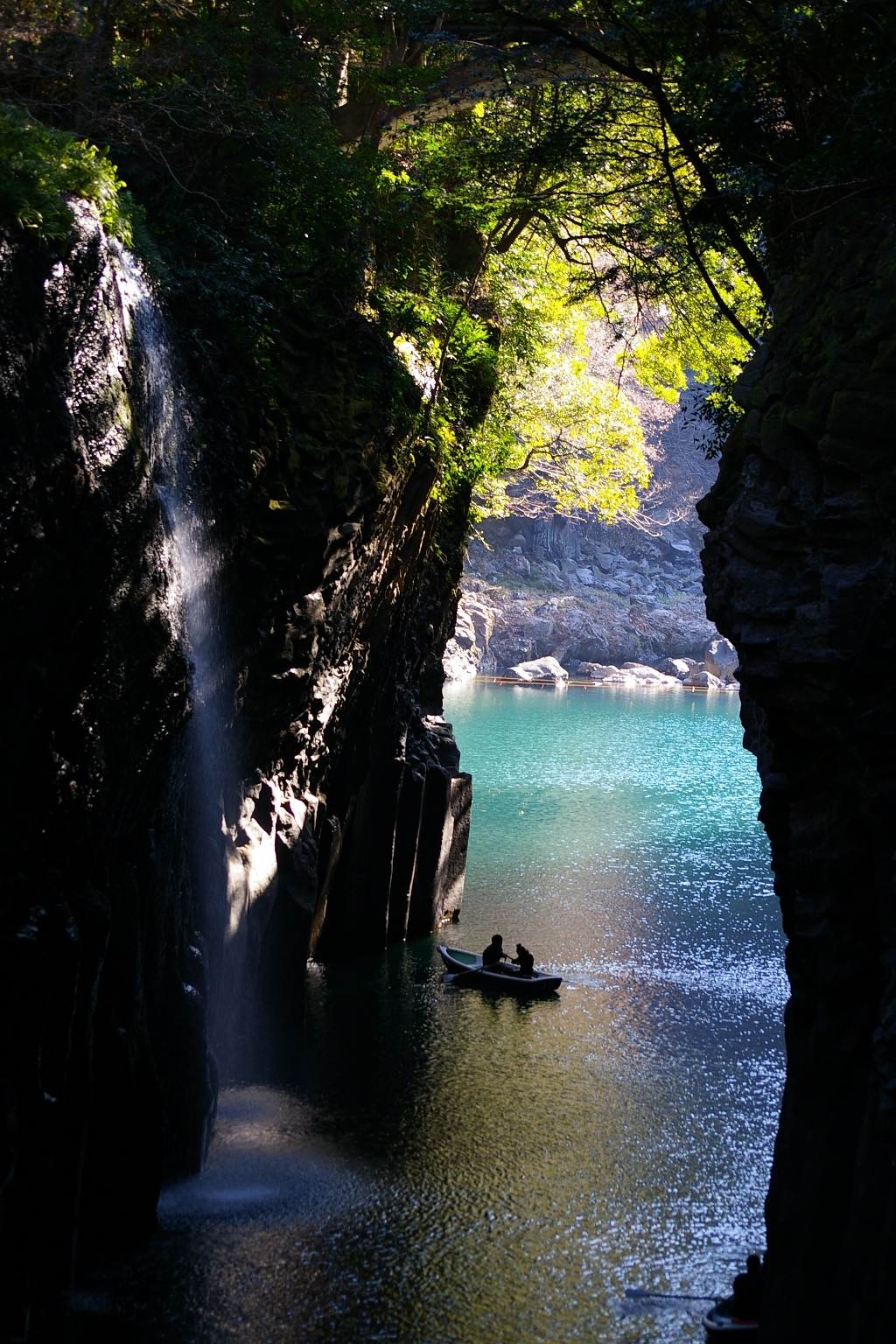
다카치호 협곡

다카치호정(일본어: 高千穂町)은 일본 미야자키현 북단부에 있는 니시우스키군의 정이다.

## 지리
미야자키현 북단부, 규슈 산지 안에 위치하고 정의 서북부에서 북부까지는 구마모토현과 접하며 북부에서 북동부까지는 소보산(해발 1,756m)을 사이에 두고 오이타현과 접한다. 정역 서부에서 남동부를 향해 고카세강(전체 길이 106km)이 흐른다. 정 중앙부에 있는 미야자키 교통 다카치호 영업소 주변 지역이 중심지이다. 정 중심부에서 약간 남쪽의 다카치호 협곡은 관광지로 유명하다.
현청 소재지인 미야자키시에서 북서쪽으로 약 120km, 구마모토현 구마모토시에서 남동쪽으로 약 80km 떨어진 곳에 해당한다. 미야자키시와는 직통하는 대중교통이 없고, 자가용을 이용한다 해도 도로가 잘 정비되어 있지 않아 고속화에 부적합하기 때문에 오래 걸리는 데 반해, 구마모토 방면으로 통하는 교통은 국도 218호선·국도 325호선 등이 잘 정비되어 통행이 용이하고 소요 시간도 약 1시간 반 정도로 도달할 수 있기 때문에 구마모토현과의 관계가 해마다 깊어지고 있다.

### 인접한 자치체
- 미야자키현
  - 니시우스키군 히노카게정, 고카세정
  - 히가시우스키군 모로쓰카촌

- 구마모토현
  - 아소군 다카모리정
  - 가미마시키군 야마토정

- 오이타현
  - 다케타시
  - 분고오노시

## 역사
- 1920년 4월 1일 - 다카치호촌이 정으로 승격해 다카치호정이 되었다.
- 1956년 9월 30일 - 다카치호정·다하라촌·이와토촌이 대등 합병해 새로운 다카치호정이 성립하였다.
- 1969년 4월 1일 - 우에노촌을 편입하였다.

## 신화
신화에 따르면 다카치호정은 천신 아마테라스오미카미가 다스리는 신들이 사는 다카마가하라를 지상에 옮겨 놓은 곳이라고 한다. 아마테라스가 동생 스사노오노미코토의 괴롭힘을 피해 아마노야스카와라 동굴에 숨었고, 이와토가 동굴에서 나오게 하였다고 한다. 다카치호 신사에서는 아마테라스 신화를 소재로 한 요카구라를 정기적으로 공연한다. 다카치호봉으로 추정되는 곳은 두 곳인데, 그 중 하나는 가고시마현과 미야자키현 사이에 있는 에비노 고원의 다카치호봉이고 다른 하나는 미야자키현 북부의 다카치호정이다. 아마테라스의 후손 니니기노미코토가 3종의 신기를 들고 하늘에서 다카치호봉으로 내려왔다고 한다. 3종의 신기는 곡옥, 거울, 검이다. 니니기와 지상의 신이 결합하여 낳은 후손 진무는 까마귀를 따라 동쪽으로 정벌을 떠나는데 그 출발은 미야자키현 휴가이다.

## 교통

### 도로
- 국도 218호선
- 국도 325호선